# Келингхузен
Келингхузен (њем. Kellinghusen) град је у њемачкој савезној држави Шлезвиг-Холштајн. Једно је од 112 општинских средишта округа Штајнбург. Према процјени из 2010. у граду је живјело 7.806 становника. Посједује регионалну шифру (AGS) 1061049, NUTS (DEF0E) и LOCODE (DE KHN) код.

## Географски и демографски подаци
Келингхузен се налази у савезној држави Шлезвиг-Холштајн у округу Штајнбург. Град се налази на надморској висини од 6 метара. Површина општине износи 18,8 km². У самом граду је, према процјени из 2010. године, живјело 7.806 становника. Просјечна густина становништва износи 415 становника/km².

## Међународна сарадња
| Мјесто | Држава   | Врста сарадње | Од    |
| ------ | -------- | ------------- | ----- |
| Лавов  | Украјина | контакт       | 1996. |
| Извор  |          |               |       |